# Congressional Space Medal of Honor

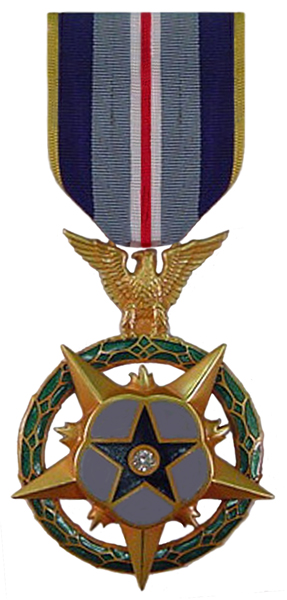
Congressional Space Medal of Honor

Die Congressional Space Medal of Honor (deutsch: Kongress-Weltraum-Ehrenmedaille) wurde vom Kongress der Vereinigten Staaten 1969 gestiftet, um besondere Verdienste von Astronauten zu würdigen. Sie wird vom Präsidenten der Vereinigten Staaten auf Vorschlag des NASA-Administrators verliehen und ist die höchste US-amerikanische Auszeichnung für Astronauten.
Diese Auszeichnung wird nur für besondere Leistungen, außerordentliche wissenschaftliche Entdeckungen oder Taten mit bemerkenswertem Nutzen für die Menschheit an Astronauten von NASA-Missionen verliehen. Sie kann auch an Astronauten vergeben werden, die sich durch ihren Mut während einer Krise im Weltraum hervorgetan haben, zur Verhinderung einer Katastrophe im All beitrugen oder in Erfüllung ihrer Pflicht während einer Mission ums Leben kamen.

## Empfänger
Bis 2006 wurden 28 Astronauten mit der Congressional Space Medal of Honor ausgezeichnet. Mehr als der Hälfte davon wurde die Auszeichnung postum verliehen und deswegen von den Familien der Raumfahrer in Empfang genommen.
| Name                | Verleihdatum      | Grund                                                                   |
| ------------------- | ----------------- | ----------------------------------------------------------------------- |
| Neil Armstrong      | 1. Oktober 1978   | Kommandant der ersten Mondlandung                                       |
| Frank Borman        | 1. Oktober 1978   | Kommandant der ersten Mondumrundung                                     |
| Charles Conrad      | 1. Oktober 1978   | Kommandant der ersten Skylab-Crew                                       |
| John Glenn          | 1. Oktober 1978   | erster Amerikaner in der Erdumlaufbahn                                  |
| Virgil Grissom a    | 1. Oktober 1978   | Kommandant der ersten bemannten Gemini-Mission und Apollo-1-Katastrophe |
| Alan Shepard        | 1. Oktober 1978   | erster Amerikaner im Weltraum                                           |
| John W. Young       | 19. Mai 1981      | Kommandant des ersten Space-Shuttle-Fluges                              |
| Tom Stafford        | 19. Januar 1993   | rettete die US-Crew beim Apollo-Sojus-Test-Projekt                      |
| James Arthur Lovell | 26. Juli 1995     | Kommandant von Apollo 13                                                |
| Shannon Lucid       | 2. Dezember 1996  | längster Aufenthalt im Weltraum für eine Frau                           |
| Roger Chaffee a     | 17. Dezember 1997 | Apollo-1-Katastrophe                                                    |
| Edward White a      | 17. Dezember 1997 | Apollo-1-Katastrophe und erster amerikanischer Weltraumausstieg         |
| William Shepherd    | 15. Januar 2003   | Kommandant der ISS-Expedition 1                                         |
| Rick Husband a      | 3. Februar 2004   | Columbia-Katastrophe                                                    |
| William McCool a    | 3. Februar 2004   | Columbia-Katastrophe                                                    |
| Michael Anderson a  | 3. Februar 2004   | Columbia-Katastrophe                                                    |
| Kalpana Chawla a    | 3. Februar 2004   | Columbia-Katastrophe                                                    |
| David Brown a       | 3. Februar 2004   | Columbia-Katastrophe                                                    |
| Laurel Clark a      | 3. Februar 2004   | Columbia-Katastrophe                                                    |
| Ilan Ramon a        | 3. Februar 2004   | Columbia-Katastrophe                                                    |
| Francis Scobee a    | 23. Juli 2004     | Challenger-Katastrophe                                                  |
| Michael Smith a     | 23. Juli 2004     | Challenger-Katastrophe                                                  |
| Judith Resnik a     | 23. Juli 2004     | Challenger-Katastrophe                                                  |
| Ellison Onizuka a   | 23. Juli 2004     | Challenger-Katastrophe                                                  |
| Ronald McNair a     | 23. Juli 2004     | Challenger-Katastrophe                                                  |
| Gregory Jarvis a    | 23. Juli 2004     | Challenger-Katastrophe                                                  |
| Christa McAuliffe a | 23. Juli 2004     | Challenger-Katastrophe                                                  |
| Robert Crippen      | 26. April 2006    | Pilot des ersten Space-Shuttle-Fluges                                   |
| Douglas Hurley      | 31. Januar 2023   | SpaceX Demo-2                                                           |
| Bob Behnken         | 31. Januar 2023   | SpaceX Demo-2                                                           |